# Lachlania dominguezi
Lachlania dominguezi is een haft uit de familie Oligoneuriidae. De wetenschappelijke naam van de soort is voor het eerst geldig gepubliceerd in 1989 door Pereira.
De soort komt voor in het Neotropisch gebied.